# Salon de Bruxelles de 1824
Le Salon de Bruxelles de 1824 est la sixième édition du Salon de Bruxelles, exposition périodique d'œuvres d'artistes vivants. Il a lieu en 1824, du 15 octobre au 1er novembre dans les anciens appartements du palais de Charles de Lorraine à Bruxelles, à l'initiative de la Société royale de Bruxelles pour l'encouragement des beaux-arts, sous la présidence de Charles-Joseph d'Ursel.

## Organisation

### Souscriptions
Comme pour les Salons précédents, des listes de souscriptions, engageant les destinataires à s'associer de la sorte au succès du concours de peinture et de sculpture sont envoyées et rencontrent un grand succès. Parmi les souscripteurs figurent Guillaume 1er, roi des Pays-Bas et ses deux fils, Guillaume prince d'Orange et le prince Frédéric. 

### Exposition
Pour la seconde fois, les artistes disposés à concourir ont la liberté de choisir, dans leur catégorie, hormis pour l'architecture, le sujet qui leur paraît le plus convenable. Des prescriptions relatives à la taille des tableaux et des figures représentées sont toutefois précisées dans le règlement. Le tableau de peinture d'histoire doit comprendre au moins trois figures de grandeur naturelle et à mi-corps. Ses dimensions ne peuvent excéder une aune et quarante-trois pouces des Pays-Bas sur une aune et treize pouces. Le concurrent ayant la liberté de prendre la plus grande dimension, soit dans la hauteur, soit dans la largeur du tableau sans le cadre. En ce qui regarde la catégorie « conversation », les figures doivent avoir au moins 25 pouces de hauteur, tandis que la grandeur du tableau est fixée à 48 pouces sur 65. Quant aux dimensions du tableau de paysage, elles sont fixées à 65 pouces sur 81 et sa composition doit être ornée de figures et d'animaux .

## Résultats

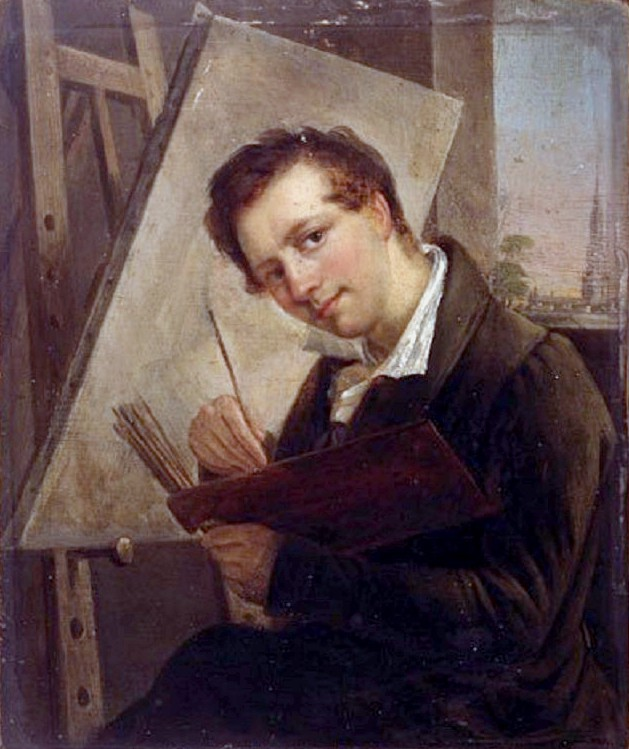
Charles Picqué, lauréat du prix de peinture d'histoire.

Lors de la séance de remise de prix, le 1er novembre 1824, sous la présidence du maire Louis de Wellens, à la mairie de Bruxelles, les prix suivants, parmi les 408 objets exposés, sont octroyés :

### Peinture d'histoire
- Sujet : libre.
- Prix : Charles Picqué pour Le Vieux Tobie, aveugle, bénissant son fils.
- Accessit : François Antoine Bodumont pour Reconnaissance d'Oreste et d'Électre.

### Figures demi-natures
- Sujet : libre.
- Prix : Jean Désiré de Fiennes pour Œdipe se livrant au désespoir.
- Accessit : François Antoine Bodumont pour Léonidas.

### Peinture de genre (conversation)
- Sujet : libre.
- Prix : Charles Brias pour Scène burlesque au cabaret.
- Accessit : Félicité Sommé pour Scène de famille dans un jardin.

### Paysage
- Sujet : libre.
- Prix : Jan Baptiste de Jonghe pour Paysage fortement boisé avec un arbre mort.
- Accessit : Philippe Callens pour Vue prise dans les environs de Bruxelles.

### Sculpture
- Sujet : libre.
- Prix : Jean-Lambert Salare pour Philoctète au moment de lancer sur Ulysse une des flèches d'Hercule, à l'unanimité.
- Accessit : non attribué

### Architecture
- Sujet : Plan d'un hôpital pour les insensés.
- Prix : François-Joseph Goetghebuer.
- 2e médaille : Joseph Guislain, docteur en médecine.

### Dessin de composition
- Sujet : libre.
- Prix : Ange François pour La Tunique de Joseph ensanglantée, à l'unanimité.

### Gravures
- Prix : Joseph Hunin (d) pour La Tour de la cathédrale d'Anvers.
- Accessit : François De Bondt pour Portrait du médecin Van Heude.

## Catalogue
- Catalogue, Explication des ouvrages de peinture, sculpture, architecture, gravure et dessin, exécutés par des artistes vivans, et exposés au musée de Bruxelles, en 1824, Bruxelles, P.G. De Mat, 1824, 80 p. (lire en ligne).